# Potito Salatto
Potito 'Tito' Salatto (Bari, 22 gennaio 1942 – Roma, 13 giugno 2016) è stato un politico italiano.

## Biografia
Salatto ottiene la maturità classica nel 1961.
Dal 1973 al 1995 Salatto lavora come funzionario Enasarco, di cui per due anni è segretario nazionale CISL (1973-1975). Inizia quindi la sua carriera politica a Roma con la Democrazia Cristiana , per la quale è consigliere comunale dal 1976 al 1985 e quindi consigliere regionale per il  Lazio dal 1985 al 1995. Nell'ultimo anno della Giunta del Presidente socialista Bruno Landi (1989-1990) è nominato assessore regionale ICA e Formazione Professionale, oltre che vicepresidente della giunta. Mantiene lo stesso assessorato nel 1990-92, è quindi assessore regionale al bilancio (1992-93) e vicepresidente della Regione Lazio (1993-1994).
Negli anni 2000 si è dedicato all'associazionismo, come vicepresidente vicario Associazione 11 settembre onlus (2001-2009) e Presidente Assoforum 2007 (2007-2009).
. Nel 2008 ha contribuito con una lista civica all'elezione a sindaco di Gianni Alemanno. Nell'occasione, si è scontrato col Commissario UE Antonio Tajani.
Ha lavorato come Project manager UNDP in Kosovo (2000-2004) e Albania (2004-2005).
Eletto deputato europeo dal 7 giugno 2009 ne Il Popolo della Libertà. È vicepresidente dell'intergruppo parlamentare "Sky & Space". Ha presentato all'Europarlamento un'interrogazione sulle caraffe filtranti e una relativa al «Maltrattamento di un bambino da parte di agenti di polizia». Si è dichiarato contrario alle coppie gay: «San Giuseppe era con Maria, non era con Giovanni quando ha procreato nostro Signore».
Nel settembre 2010 aderisce a Futuro e Libertà per l'Italia ed è stato coordinatore romano di Generazione Italia.
Nel 2014 aderisce al nuovo partito Popolari per l'Italia.

## Controversie
Il 27 marzo 2013 a Ferrara Salatto partecipa ad una manifestazione del sindacato di polizia COISP in sostegno dei poliziotti coinvolti nel caso Aldrovandi, durante la quale discute animatamente col sindaco Tiziano Tagliani opponendosi allo spostamento dei manifestanti nonostante si trovassero proprio in prossimità del luogo di lavoro della madre di Federico, allontanando il sindaco e affermando durante la diatriba "è la mia Europa, io sono un europarlamentare eletto".
In seguito Salatto invia scuse alla madre e decide di procedere legalmente contro chi lo accusa di attaccarla.